# إيتالو دي زان
كان إيتالو دي زان (1 حزيران عام 1925 - 9 آذار 2020) راكب دراجات إيطالي.احتل المركز العاشر في سباق طواف إيطاليا 1948. توفي دي زان بسبب جائحة فيروس كورونا 2019–20 في تريفيزو في 9 آذار 2020.

## روابط خارجية
- إيتالو دي زان على موقع أرشيف الدراجات (الإنجليزية)
- إيتالو دي زان على موقع إحصائيات الدراجات الإحترافية (الإنجليزية)
- إيتالو دي زان على موقع CycleBase (الإنجليزية)